# Harvard-Yenching Institute

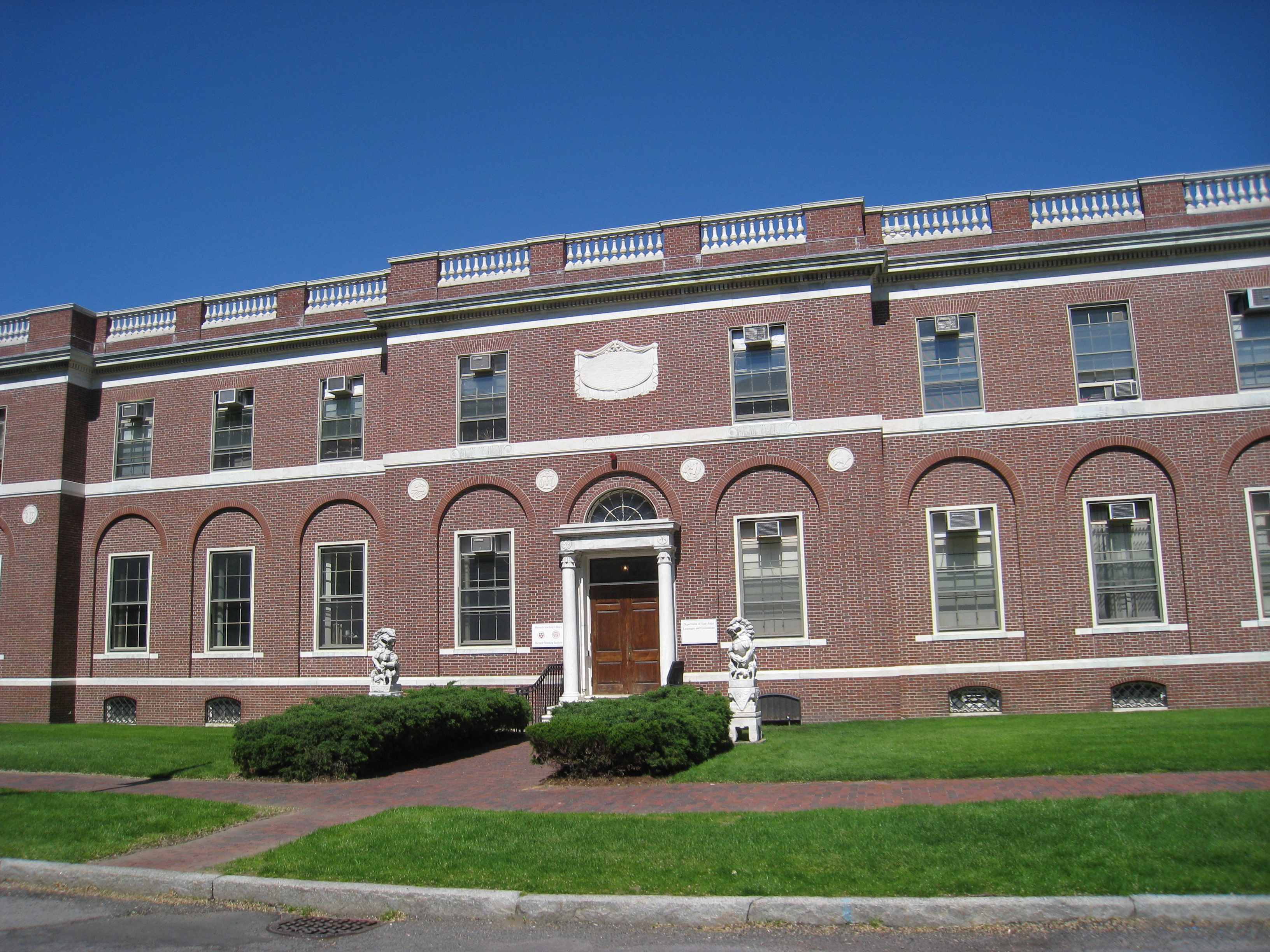
Harvard-Yenching Institute

Das Harvard-Yenching Institute (chinesisch 哈佛燕京學社 / 哈佛燕京学社, Pinyin Hāfó Yānjīng Xuéshè) ist eine Stiftung, die von der Harvard University und der Yanjing-Universität 1928 für die akademische Bildung in Sozialwissenschaften in Ost- und Südostasien gegründet wurde. Die Gründung wurde von Charles Martin Hall initiiert. Das Institut ist trotz der Lage auf dem Harvard-Campus finanziell und juristisch unabhängig.